# Colne Engaine
Colne Engaine è un villaggio e parrocchia civile dell'Inghilterra, appartenente alla contea dell'Essex.